# Browar Łomża

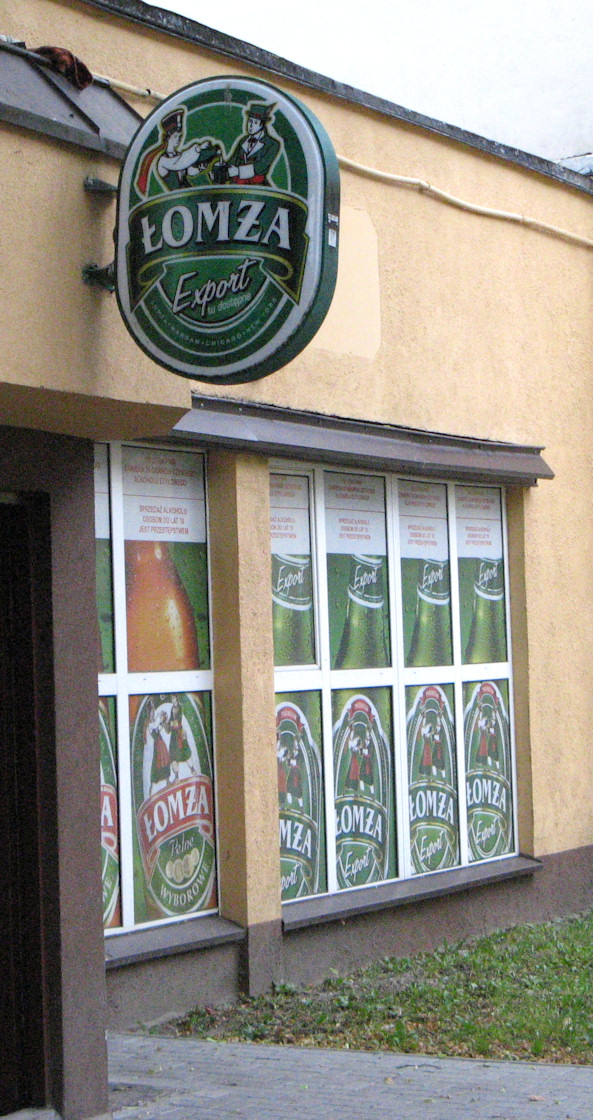
Witryna sklepowa z reklamą piwa Łomża Export i Łomża Wyborowe

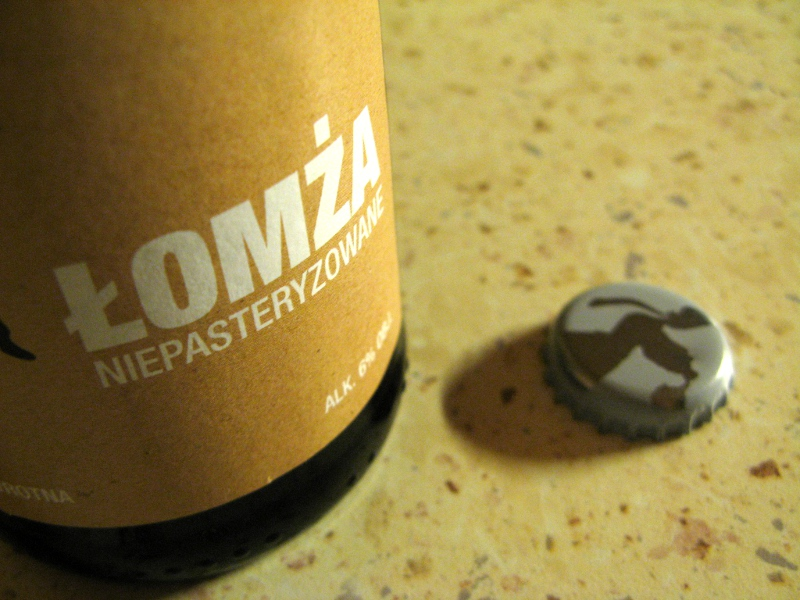
Łomża Niepasteryzowane

Browar Łomża – browar w Łomży. Zakład należy do firmy Van Pur.

## Historia
Pierwsza produkcja w browarze ruszyła w 1968 roku. Na początku istnienia produkowano 200-250 tysięcy hektolitrów piwa rocznie. Od 1975 roku przy browarze działa wytwórnia zamknięć koronowych (kapsli). Z dniem 1 stycznia 1979 roku, na podstawie wcześniejszej decyzji Ministra Przemysłu Spożywczego i Skupu, browar został włączony do Zakładów Przemysłu Ziemniaczanego „Łomża”, które później zmieniły nazwę na Przedsiębiorstwo Przemysłu Spożywczego w Łomży. W roku 1994 rozpoczęła się prywatyzacja przedsiębiorstwa, i we wrześniu owego roku przekształcone ono zostało w jednoosobową spółkę Skarbu Państwa, a następnie pod nazwą Przedsiębiorstwo Przemysłu Spożywczego PEPEES spółka została zakwalifikowana do programu Narodowych Funduszy Inwestycyjnych. 22 maja 1997 roku akcje spółki zostały dopuszczone do publicznego obrotu na GPW w Warszawie.
Od 15 grudnia 2000 roku przedsiębiorstwo funkcjonuje w obecnej formie prawnej, tj. spółki z ograniczoną odpowiedzialnością, pod nazwą „Browar Łomża” Sp. z o.o. „PEPEES” S.A. posiadał 100% udziałów w spółce. Struktura własnościowa zmieniła się 15 maja 2007 roku, kiedy to na podstawie decyzji większości akcjonariuszy „PEPEES” S.A., wszystkie udziały Browaru Łomża zostały sprzedane duńskiemu koncernowi Royal Unibrew. Oficjalne włączenie Browaru Łomża do struktur Royal Unibrew Polska Sp. z o.o. nastąpiło 1 lutego 2008 roku.
W 2007 roku zakład zatrudniał około 250 osób, natomiast moc produkcyjna browaru wynosiła 850 tysięcy hektolitrów rocznie.
19 sierpnia 2010 roku Beata Pawłowska, prezes spółki Royal Unibrew Polska, w wywiadzie dla „Rzeczpospolitej” powiedziała, że w związku z szybkim rozwojem spółka planuje uruchomić w łomżyńskim browarze nową linię do butelkowania piwa za ok. 10 mln złotych, a w dalszej perspektywie „aktywnie podbijać zachodnią część kraju” swoimi sztandarowymi produktami.

## Produkty
Browar wdrożył Zintegrowany System Zarządzania Jakością, który zapewnia najwyższą jakość produkowanego piwa. W rezultacie jakość piwa z Łomży potwierdzają 4 międzynarodowe certyfikaty jakości: ISO 22000, ISO 9001 + HACCP oraz BRC.
Browar Łomża produkuje następujące piwa:
- Łomża Export – zawartość alkoholu: 5,7% (obj.), od 1997 roku eksportowane na rynki zagraniczne m.in. do USA,
- Łomża Wyborowe – piwo jasne, pasteryzowane z gatunku pilzner; zawartość alkoholu: 6% (obj.),
- Łomża Mocne – piwo jasne, mocne, pasteryzowane z gatunku pilzner; zawartość alkoholu: 7% (obj.),
- Łomża Wyborowe Niepasteryzowane – piwo jasne, niepasteryzowane; zawartość alkoholu: 6% (obj.),
- Łomża Niepasteryzowane – piwo jasne, niepasteryzowane; zawartość alkoholu: 6% (obj.), tylko butelki 0,33 litra,
- Łomża Export Miodowe – piwo jasne, pasteryzowane, miodowe; zawartość alkoholu: 5,7% (obj.),
- Złoty Kur – piwo jasne, pasteryzowane z gatunku lager; zawartość alkoholu: 5% (obj.),
- Korona Książęca – piwo jasne, pasteryzowane z gatunku pilzner; zawartość alkoholu: 5,2% (obj.),
- Dock – piwo jasne, pasteryzowane z gatunku pilzner; zawartość alkoholu: 4,2% (obj.),
- Dock Strong – piwo jasne, pasteryzowane z gatunku pilzner; zawartość alkoholu: 6,8% (obj.),
- Cherri – ciemne piwo aromatyzowane o smaku wiśniowym, pasteryzowane; zawartość alkoholu: 4% (obj.)
- Łomża Lemonowe – Piwo jasne pasteryzowane z gatunku pilzner z lemoniadą; zawartość alkoholu: 2% (obj.)

## Wyróżnienia
- 2010: II miejsce w Konsumenckim Konkursie Piw „Chmielaki 2010” dla piwa Łomża Wyborowe[6]
- 2009: złoty medal w konkursie Monde Selection & Quality Awards dla piwa Łomża Eksport[7]
- 2008: srebrny medal w Otwartym Konkursie Piw w ramach XVI Jesiennego Spotkania Browarników dla piwa Łomża Mocne[8]
- 2008: nagroda „Superior Taste Award” Międzynarodowego Instytutu Smaku i Jakości w Brukseli iTQi dla piwa Łomża Export[9]
- 2007: tytuł „Najpopularniejszy Produkt Podlaski w kategorii SMAK 2006” dla piwa Łomża Export[10]
- 2005: srebrny medal w konkursie World Beer Championships (Chicago, USA) dla piwa Łomża Wyborowe[11]

## Sponsoring
Przedsiębiorstwo sponsoruje imprezy kulturalne, plenerowe oraz sportowe w regionie północno-wschodnim. Browar Łomża od roku 2003 do roku 2009 jako główny sponsor wspierał działania Łomżyńskiego Klubu Sportowego. Wyrazem tej współpracy były znaki firmowe browaru umieszczane na łomżyńskim stadionie, strojach zawodników oraz materiałach poligraficznych związanych z rozgrywkami drużyny, a także oficjalna nazwa, jaką klub przyjął 16 marca 2005 r.: ŁKS Browar Łomża. Browar uzyskał tytuł Łomżyńskiego Laura Sportowego 2007 w kategorii Sponsor Roku. W związku ze słabymi wynikami klubu, w lutym 2009 firma Royal Unibrew wypowiedziała umowę dotyczącą sponsorowania łomżyńskiego klubu. 22 września 2010 roku została podpisana umowa o współpracy sponsorskiej pomiędzy Stowarzyszeniem Łomżyński Klub Sportowy 1926 i firmą Royal Unibrew Polska, właścicielem Browaru Łomża. Na mocy zawartej umowy, łomżyński browar otrzymał tytuł Głównego Sponsora Łomżyńskiego Klubu Sportowego 1926.